# Marie-Josèphe Réchard
Marie-Josèphe Réchard née Marie-Josèphe Sigonneau le 12 mars 1895 à Cholet et morte le 7 janvier 1986 à La Châtaigneraie (Vendée). Elle est une féministe française œuvrant principalement dans l'Ouest de la France.

## Biographie

### Naissance et ascendance
Marie-Josèphe Réchard née Sigonneau à Cholet le 12 mars 1895. Benjamine dans une famille se composant de 5 enfants, elle est élevée par sa mère catholique, Joséphine Vincent, épouse de Victor Sigonneau, directeur d'une école publique à Cholet.

### Début de vie et descendance
En 1919, après avoir été institutrice quelques mois sur incitation de son père, elle épouse Camille Réchard, ancien militaire blessé et amputé du bras droit lors de la Première Guerre mondiale. Elle donne naissance à huit enfants (Josèphe, Camille, Louis, Marc, Marie-France, Noëlle, Marie-José et José-Maria) entre 1920 et 1932.
De 1920 à 1926, le couple vit en Rhénanie où Camille Réchard est envoyé.

### Pacifisme à Niort
Le couple emménage à Niort en 1926 et s'engage au Foyer de la Paix local, elle adhère aussi à la Ligue française pour le relèvement de la moralité publique locale qui lutte contre la prostitution réglementée et la traite des femmes.

### Féminisme à Niort
Elle est une féministe aux convictions pacifistes et à la ferveur catholique, de l'entre deux guerres. Elle agit au sein de l'association suffragiste Union française pour le suffrage des femmes (UFSF) en tant que présidente du comité local de Niort (élue en 1927), déléguée départementale des Deux-Sèvres et présidente de fédération régionale de l'Ouest (1932). Cette association a pour objectif l'obtention des droits civiques des femmes. La candidature de Marie-Josèphe Réchard à la présidence du groupe de Niort de l'UFSF est soutenue par Cécile Brunschvicg, mais elle subit également des attaques antiféministes, notamment du sénateur René Héry. Elle devient également conseillère privée du maire de Niort. 

### Autres engagements et fin de vie
En 1939, elle secourt des réfugiés espagnols.
La suite et fin de sa vie est consacrée à sa famille, bien qu'elle restât adhérente du Mouvement républicain populaire.
Elle meurt le 7 janvier 1986 à La Châtaigneraie en Vendée.
Les archives de Marie-Josèphe Réchard sont conservées au Centre des archives du féminisme à l'université d'Angers depuis 2011.